# Юнан (кратер)
Юнан (лат. и англ. Yunan) — 20-километровый ударный кратер на поверхности луны Сатурна — Энцелада. Координаты центра — 53°49′ с. ш. 286°02′ з. д. / 53,81° с. ш. 286,03° з. д. Кратер был обнаружен на снимках космического аппарата «Вояджер-2», а через некоторое время подробно снято зондом «Кассини-Гюйгенс». Этот кратер — тринадцатый по величине на Энцеладе, его диаметр составляет 19,7 км. Внутреннюю часть кратера занимает не большая куполообразная структура. Она представляет собой его центральную горку (возникшую вследствие релаксации поверхности после удара). По соседству с ним находится два крупных кратера: Хишам и Дубан. Название кратера получило официальное утверждение в 2009 году.
Назван в честь Юнана — персонажа, описанного в сборнике народных сказок «Тысяча и одна ночь».